# Heptabrachia beringensis
Heptabrachia beringensis är en ringmaskart som beskrevs av Ivanov 1960. Heptabrachia beringensis ingår i släktet Heptabrachia och familjen skäggmaskar. Inga underarter finns listade i Catalogue of Life.